# Willem-Alexander al Țărilor de Jos
Willem-Alexander (Willem-Alexander Claus George Ferdinand; n. 27 aprilie 1967, Utrecht, Utrecht, Țările de Jos) este, începând cu 30 aprilie 2013, actualul rege al Regatului Țărilor de Jos, care cuprinde: Țările de Jos, Curaçao, Aruba și Sint Maarten. El este Șeful Casei de Amsberg și fiul cel mare al reginei Beatrix. A servit în marina regală olandeză și a studiat istoria la Universitatea Leiden. Regele  Willem-Alexander este interesat în probleme internaționale de management al apei și de sport. S-a căsătorit în 2002 cu Máxima Zorreguieta Cerruti și au împreună trei fiice: Prințesa Catharina-Amalia (n. 2003), Prințesa Alexia (n. 2005) și Prințesa Ariane (n. 2007).
Prin urcarea sa pe tron, a devenit primul rege al Țărilor de Jos de la moartea stră-străbunicului său, Willem al III-lea, în 1890.

## Biografie
Prințul Willem-Alexander Claus George Ferdinand s-a născut la 27 aprilie 1967 la Centrul Medical Universitar din Utrecht, Țările de Jos. El este primul copil al reginei Beatrix a Țărilor de Jos și a Prințului Claus al Țărilor de Jos, și primul nepot al reginei Juliana a Țărilor de Jos și al Prințului Bernhard de Lippe-Biesterfeld. De la naștere Willem-Alexander a primit titlul de Prinț al Țărilor de Jos (neerlandeză Prins der Nederlanden), Prinț de Orania-Nassau (neerlandeză Prins van Oranje-Nassau) și Jonkheer de Amsberg (neerlandeză Jonkheer van Amsberg). A fost botezat ca membru al Bisericii Reformate Olandeze la 2 septembrie 1967 la biserica Sf. Jacob din Haga. Nașii lui sunt Prințul Bernhard de Lippe-Biesterfeld, Prințul Ferdinand von Bismarck, primul ministru Jelle Zijlstra și regina Margareta a II-a a Danemarcei.
Are doi frați mai mici: Prințul Friso de Orania-Nassau (n. 1968) și Prințul Constantijn (n. 1969). A locuit împreună cu familia sa la castelul Drakesteijn de la naștere până în 1981, când s-au mutat într-un palat mai mare, Huis ten Bosch din Haga. Mama lui a devenit regină a Țărilor de Jos în 1980, după ce bunica Juliana a abdicat. Atunci el a primit titlul de Prinț de Orania, ca moștenitor aparent al tronului.

### Căsătorie
Willem-Alexander s-a căsătorit la 2 februarie 2002 cu Máxima Zorreguieta Cerruti, de origine argentiniană (spaniolă și italiană), care înainte de căsătorie a lucrat ca investitor bancar la New York. Căsătoria lor a fost un subiect controversat din cauza tatălui noii prințese, Jorge Zorreguieta, care a fost ministru al agriculturii în Argentina sub dictatura generalului Jorge Rafael Videla. În perioada președinției acestuia mii de oameni au dispărut în Argentina. Absența tatălui Maximei la nuntă a încheiat polemica.

### Copii
Cuplul are trei copii:
- Prințesa Catharina-Amalia (n. 7 decembrie 2003)
- Prințesa Alexia (n. 26 iunie 2005)
- Prințesa Ariane (n. 10 aprilie 2007)